# Sport Total
Sport Total a fost un ziar de sport din România, lansat în anul 2005 de Nicolae Bara, deputat PD.
Ziarul a fost închis în anul 2007.
În primele trei luni ale anului 2006, media vânzărilor pe fiecare număr a fost de 3.829 de exemplare.
Ziarul a fost editat de societatea Frigo Media, parte din compania condusă de Nicolae Bara, Frigotehnica.
Societatea Frigo Media deține și licența audiovizuală a postului de radio cu același nume, Sport Total FM.